# Gewöhnliches Igelhaubenmoos
Das Gewöhnliche Igelhaubenmoos (Metzgeria furcata) ist die in Mitteleuropa häufigste Art der Lebermoos-Gattung Metzgeria. Es kann leicht mit einigen Riccia-Lebermoosen verwechselt werden, besiedelt jedoch deutlich trockene Standorte und weist eine Mittelrippe auf, die bereits mit der Lupe erkennbar ist.

## Erkennungsmerkmale
Die etwa 0,3 bis 1,4 mm breiten und bis 2 cm langen, gabelig verzweigten Thalli sind frischgrün bis gelblich grün, getrocknet weißgrün gefärbt. Sie liegen dem Untergrund zunächst oft dicht an, erst bei weiter ausgewachsenen Pflanzen stehen die Thallusspitzen etwas vom Untergrund ab. Charakteristisch sind die vielen zungenförmig linealischen Adventivsprosse, die leicht abfallen und dem Lebermoos zur vegetativen Vermehrung dienlich sind. Sie werden von den Randzellen der Lamina gebildet. Einzelne Haare befinden sich nur spärlich an den Thallusrändern verteilt, diese sind auch vereinzelt auf der Unterseite vorhanden. Die Laminazellen sind im Durchmesser etwa 30 bis 60 µm groß. Das diözische Lebermoos bildet jedoch nur äußerst selten Sporophyten aus.

## Verbreitung und Standortansprüche
Metzgeria furcata ist ein primär epiphytisches Lebermoos, das basenreiche bis schwach saure, schattige bis lichte, trockene bis frische Standorte an Borke insbesondere von Laubbäumen und Sträuchern sowie Nadelbäumen besiedelt. Seltener ist es auf nackten Baumwurzeln oder auf Gestein zu finden. Es ist ein pionierfreudiges Moos, das schnell von anderen kräftigeren Moosen überwuchert wird. Die Art ist in den gesamten gemäßigten Breiten der Nordhemisphäre sowie in Australien und auf Neuseeland verbreitet, vor allem in Gebieten mit nicht zu geringer Luftfeuchtigkeit. Seine Bestände haben in Mitteleuropa durch Luftverschmutzung in den letzten Jahren jedoch etwas abgenommen.